# Marc Palmés i Giró
Marc Palmés i Giró (Barcelona, 1943 – Girona, 16 de febrer de 2005) fou un advocat defensor dels drets humans i polític català.

## Biografia
El 1965 es va llicenciar en dret, tot i que no pertanyia a cap família de juristes, i aviat es va comprometre amb la lluita per la llibertat democràtica, els drets humans i la defensa dels presoners del franquisme, principalment militants de Bandera Roja, PCE(i) i Comissions Obreres, davant del Tribunal d'Ordre Públic (TOP). El seu primer judici va tenir lloc a Madrid el 1969.
A començaments dels anys 1970 va iniciar la seva militància activa catalanista i afiliar-se a l'Assemblea de Catalunya i fou detingut el 1973 durant la caiguda dels 113 de Santa Maria Mitjancera.
Cap al 1974, juntament amb Magda Oranich i Solagran (amb qui va estar casat i va tenir dos fills) i Enric Leira va exercir com a advocat defensor del militant anarquista Salvador Puig i Antich, que finalment fou condemnat a mort i executat a garrot vil el 2 de març de 1974. Un any després, i també amb Magda Oranich, fou advocat defensor del lluitador antifranquista i membre d'ETA Jon Paredes Manot Txiki, que finalment fou afusellat el setembre de 1975. Després dels fets va patir agressions feixistes i amenaces de mort, i cap al 1976 va col·laborar en la distribució a l'exterior de les plataformes reivindicatives de la COPEL.
El 1979 participà en la fundació de Nacionalistes d'Esquerra, partit del qual formà part del secretariat nacional fins que desaparegué el 1984. Aleshores va militar a l'Entesa dels Nacionalistes d'Esquerra (ENE) fins a la seva dissolució en 1989. A les eleccions al Parlament europeu de 1989 formà part de les llistes de la coalició Esquerra dels Pobles, liderada per Juan María Bandrés. També va participar en la fundació de l'Associació Catalana de Juristes Demòcrates.
El 1988 va participar en qualitat d'observador, juntament amb Juan María Bandrés, Juan Alberto Belloch i José María Mena García en la delegació de juristes que va comprovar sobre el terreny les garanties en els processos seguits en tribunals militars contra els palestins detinguts en territoris àrabs ocupats. El 1997 es va afiliar a Esquerra Republicana de Catalunya de la mà del nou secretari general d'aquest partit, Josep Lluís Carod-Rovira, antic company seu a Nacionalistes d'Esquerra.
Al desembre de 2000 va ser un dels signants del Manifest pel Diàleg, la Pau i la Llibertat juntament amb centenars d'intel·lectuals i artistes de la societat catalana després de l'assassinat per part d'ETA d'Ernest Lluch i Martín.
Greument malalt, va empitjorar durant una estada de vacances a Llançà i va morir poc després d'una aturada cardiorespiratòria a l'Hospital Josep Trueta de Girona. Al seu sepeli hi van acudir més de tres-centes persones, entre elles l'aleshores president del Parlament de Catalunya Ernest Benach, Joan Saura i Josep-Lluís Carod Rovira.

## Llegat
Des de l'any de la seva mort, a Llancà se celebra el «Festival Blues i Rock de Llançà Memorial Marc Palmés»

## Articles
- Sangre inútil, El País, 27 de setembre del 1985)